# River Oich
Der River Oich ist ein Fluss im schottischen Hochland. Er liegt im Great Glen in der Council Area Highland.
Die Quelle des River Oich ist Loch Oich. Der Fluss verlässt den See bei Aberchalder und fließt von dort aus entlang dem Great Glen nach Nordosten. Bei Fort Augustus mündet der Fluss nach nur circa sieben Kilometern in Loch Ness. Der River Oich ist ein Angelgebiet, in dem Lachse und Forellen gefangen werden können. Die Umgebung ist ein beliebtes Wandergebiet. Parallel zum Fluss verläuft im Great Glen der Kaledonische Kanal, der auf dieser Teilstrecke ebenfalls Loch Oich und Loch Ness verbindet – im Gegensatz zum River Oich aber schiffbar ist.

## Weblinks

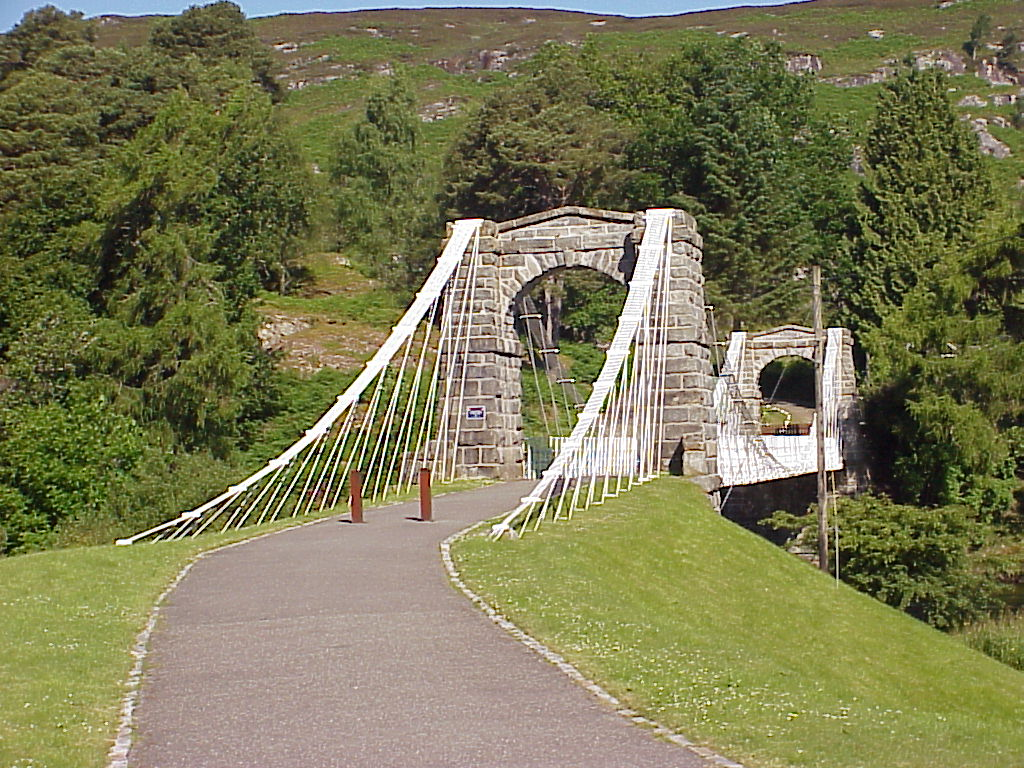
Bridge of Oich, über den River Oich führende Hängebrücke bei Fort Augustus.